# Trogulus martensi
Espèce
Synonymes
- Trogulus tuberculatus Canestrini, 1874

Trogulus martensi est une espèce d'opilions dyspnois de la famille des Trogulidae.

## Distribution
Cette espèce est endémique d'Italie. Elle se rencontre en Trentin-Haut-Adige dans les provinces de Trente et de Bolzano, en Vénétie dans la province de Vérone et en Frioul-Vénétie Julienne dans la province de Pordenone jusqu'à 550 m d'altitude.

## Description
Le mâle holotype mesure 7,19 mm et la femelle paratype 8,41 mm.

## Systématique et taxinomie
Cette espèce a été décrite par Chemini en 1983.
Trogulus tuberculatus a été placée en synonymie par Schönhofer en 2013.

## Étymologie
Cette espèce est nommée en l'honneur de Jochen Martens.

## Publication originale
- Chemini, 1983 : « Trogulus martensi n. sp. dall'Italia settentrionale (Arachnida, Opiliones). » Bollettino della Societá Entomologica Italiana, vol. 115, no 8/10, p. 125–129.